# دانشگاه دمشق
دانشگاه دمشق (به عربی: جامعة دمشق) بزرگ‌ترین و قدیمی‌ترین دانشگاه دولتی در کشور سوریه است. این دانشگاه در منطقهٔ برامکه در مرکز شهر دمشق، پایتخت جمهوری عربی سوریه قرار دارد. دانشگاه دمشق در سال ۱۹۲۳ میلادی، در اوایل تسلط دولت فرانسه بر سوریه تأسیس شد. البته دانشکده پزشکی آن در زمان تسلط عثمانی در سال ۱۹۰۳ تأسیس شده‌بود.

## کنترل امنیتی
مأموران امنیتی وابسته به حزب بعث سوریه، شدیداً دانشگاه دمشق را کنترل می‌کردند و از این روی اعتراضات سیاسی در آن دانشگاه «اقدامی متهورانه» محسوب می‌شد.

## رویدادهای تاریخی

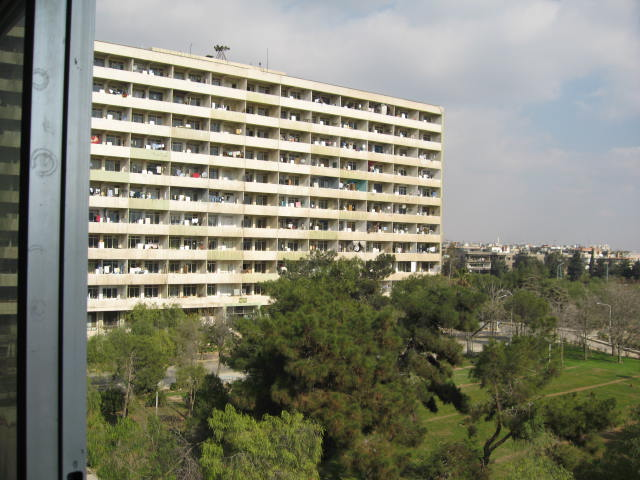
ساختمانی از مجموعه خوابگاه‌های دانشجویان در دانشگاه دمشق.

در جریان جنگ داخلی سوریه، در تاریخ ۲۸ مارس ۲۰۱۳ میلادی، کافه روباز دانشکده معماری دانشگاه دمشق مورد اصابت خمپاره قرار گرفت. در جریان این حمله حداقل ۱۵ دانشجو کشته و تعداد زیادی نیز زخمی شدند.

## دانش‌آموختگان مشهور
- بشار اسد، رئیس‌جمهور پیشین سوریه.[۵]
- آصف شوکت، ژنرال پیشین ارتش سوریه و معاون پیشین ستاد کل ارتش.[۵]
- خالد بکداش، رهبر حزب کمونیست سوریه.

## نگارخانه

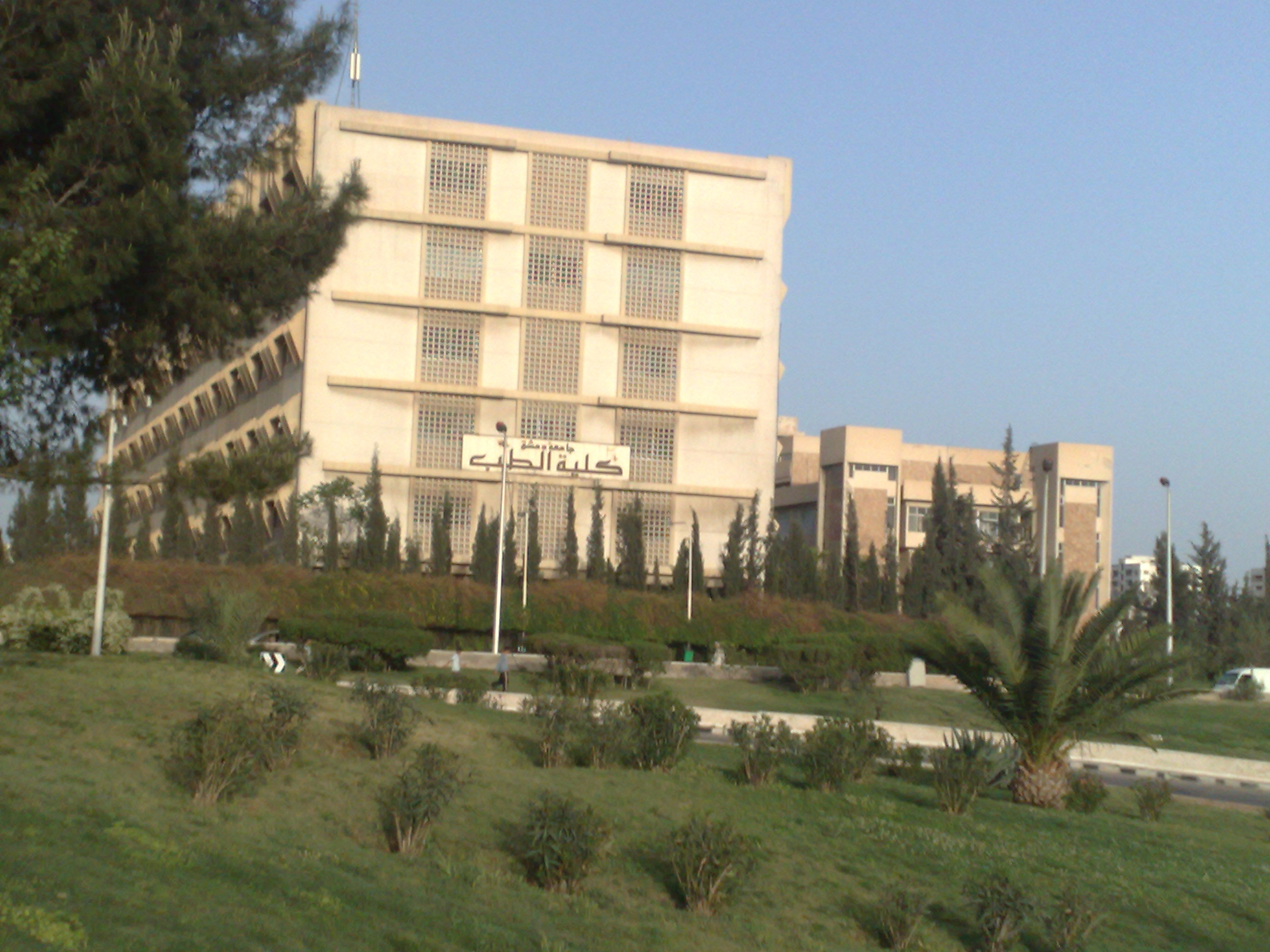
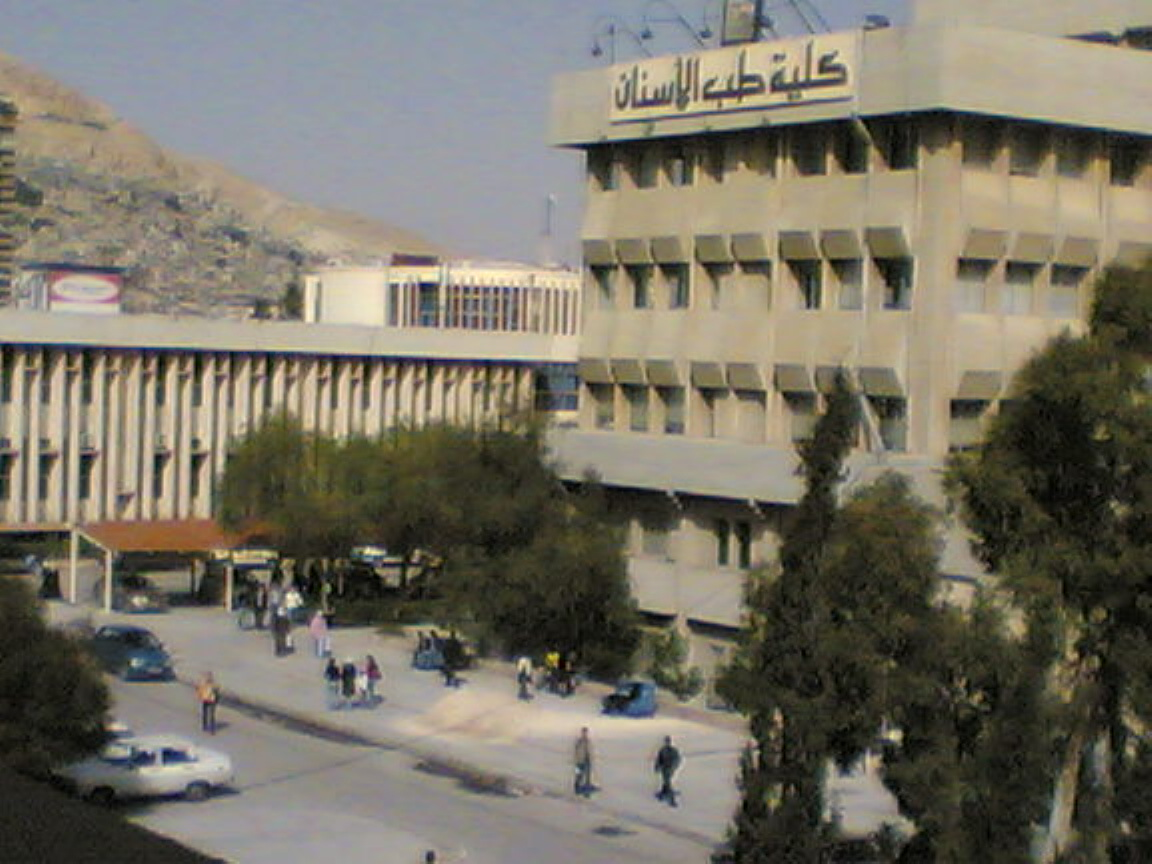
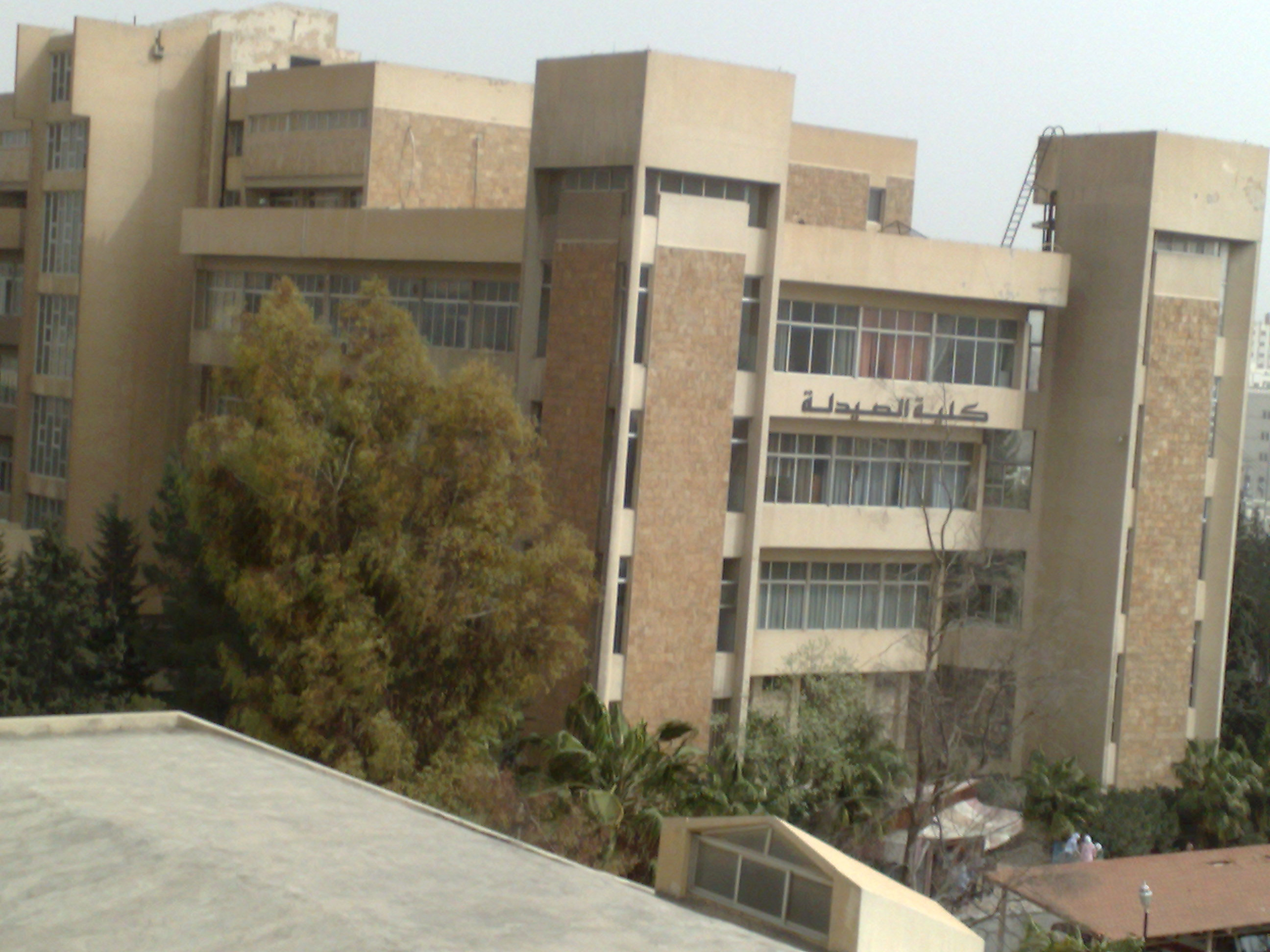
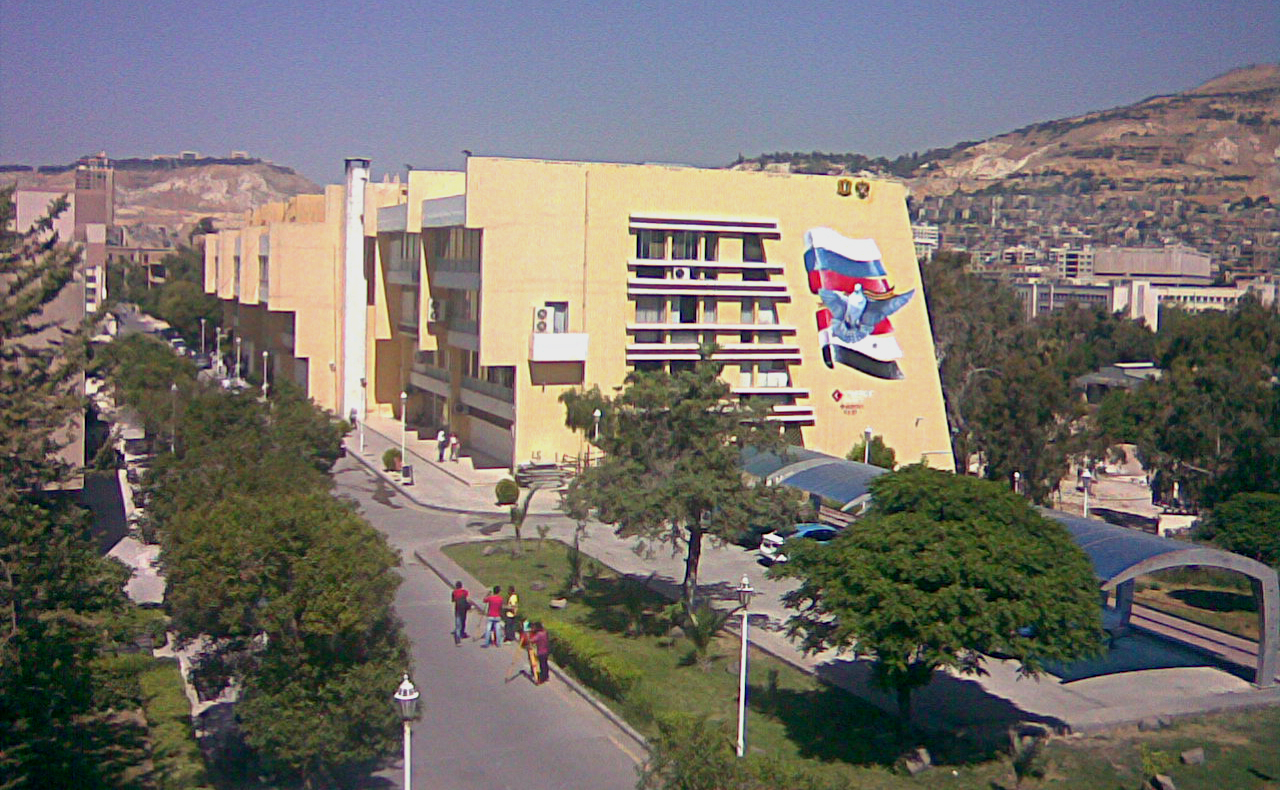
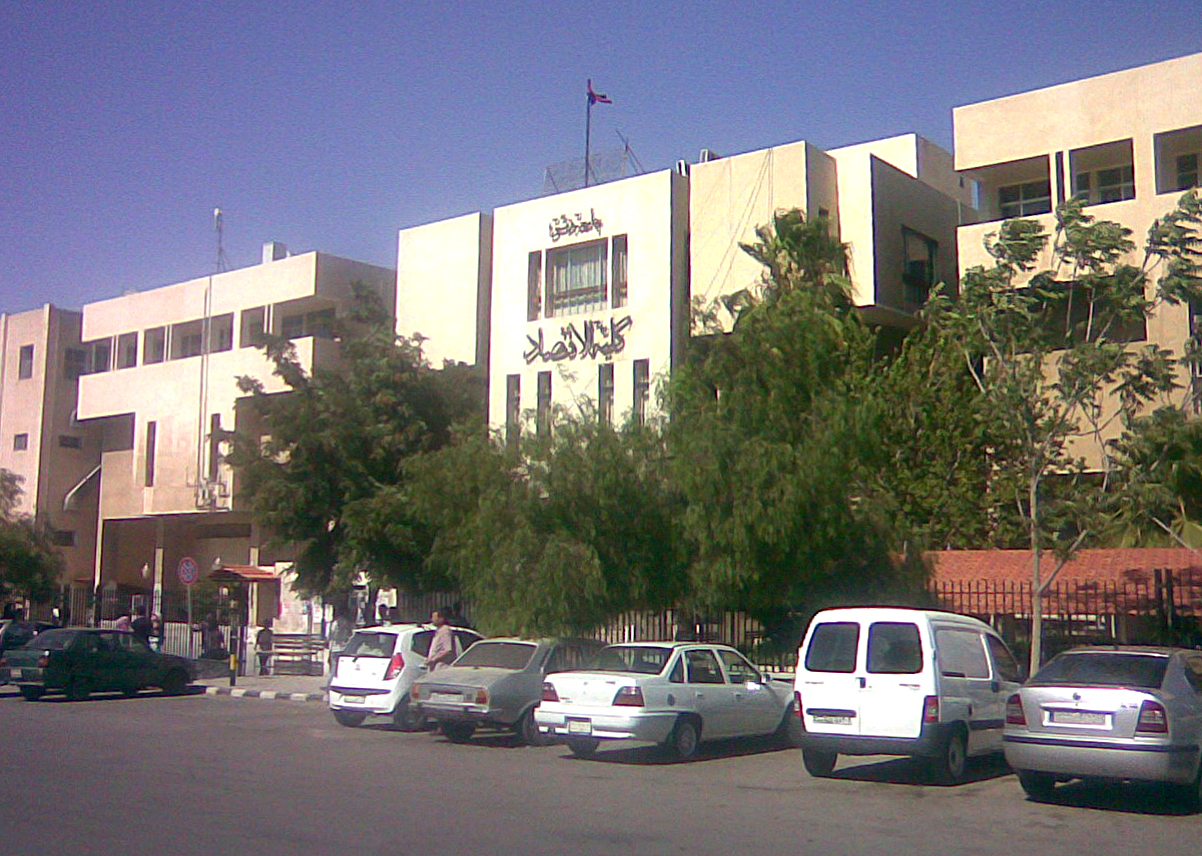
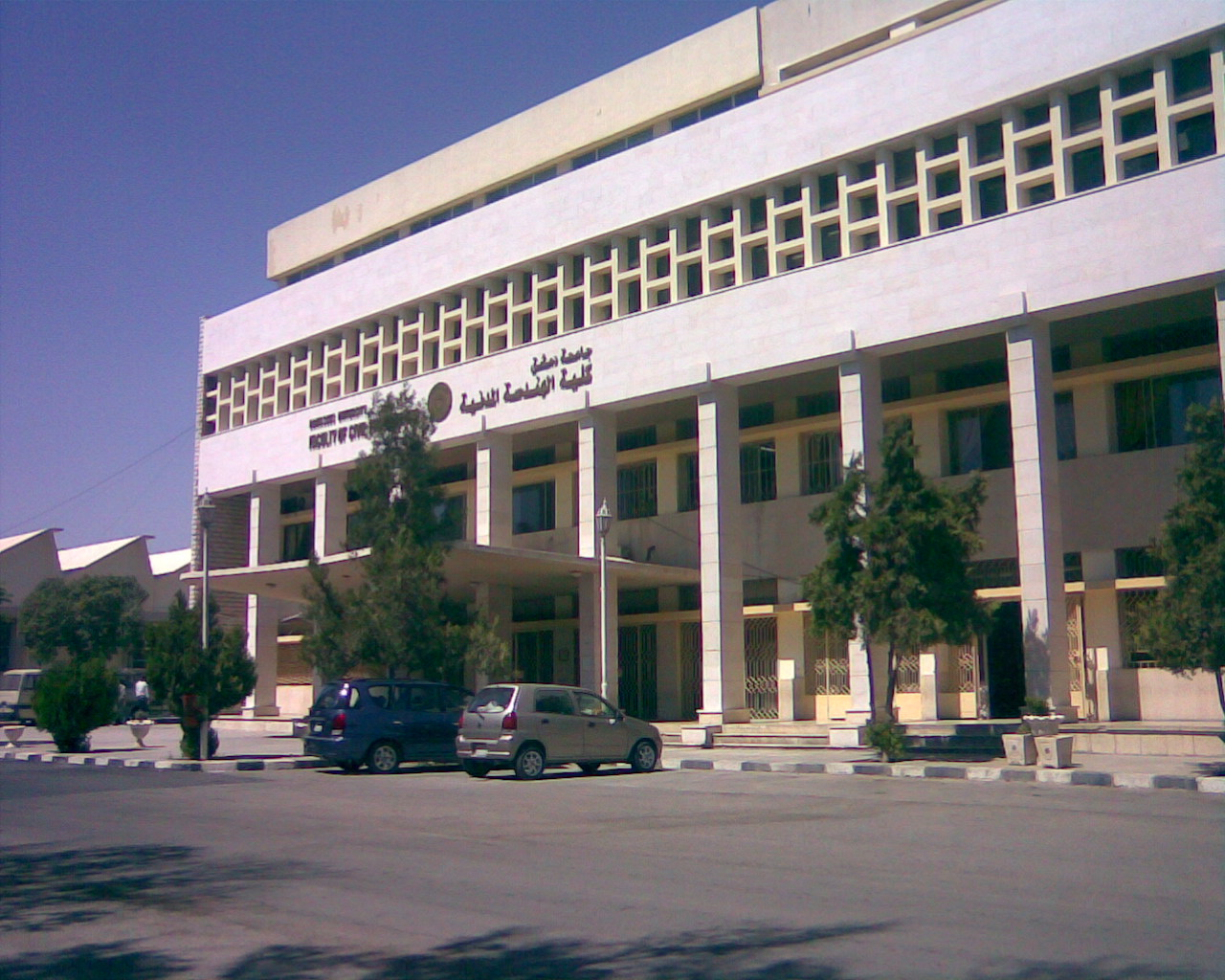
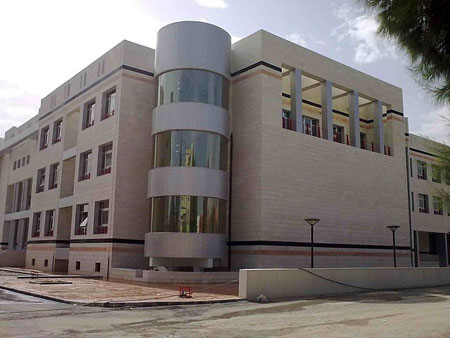
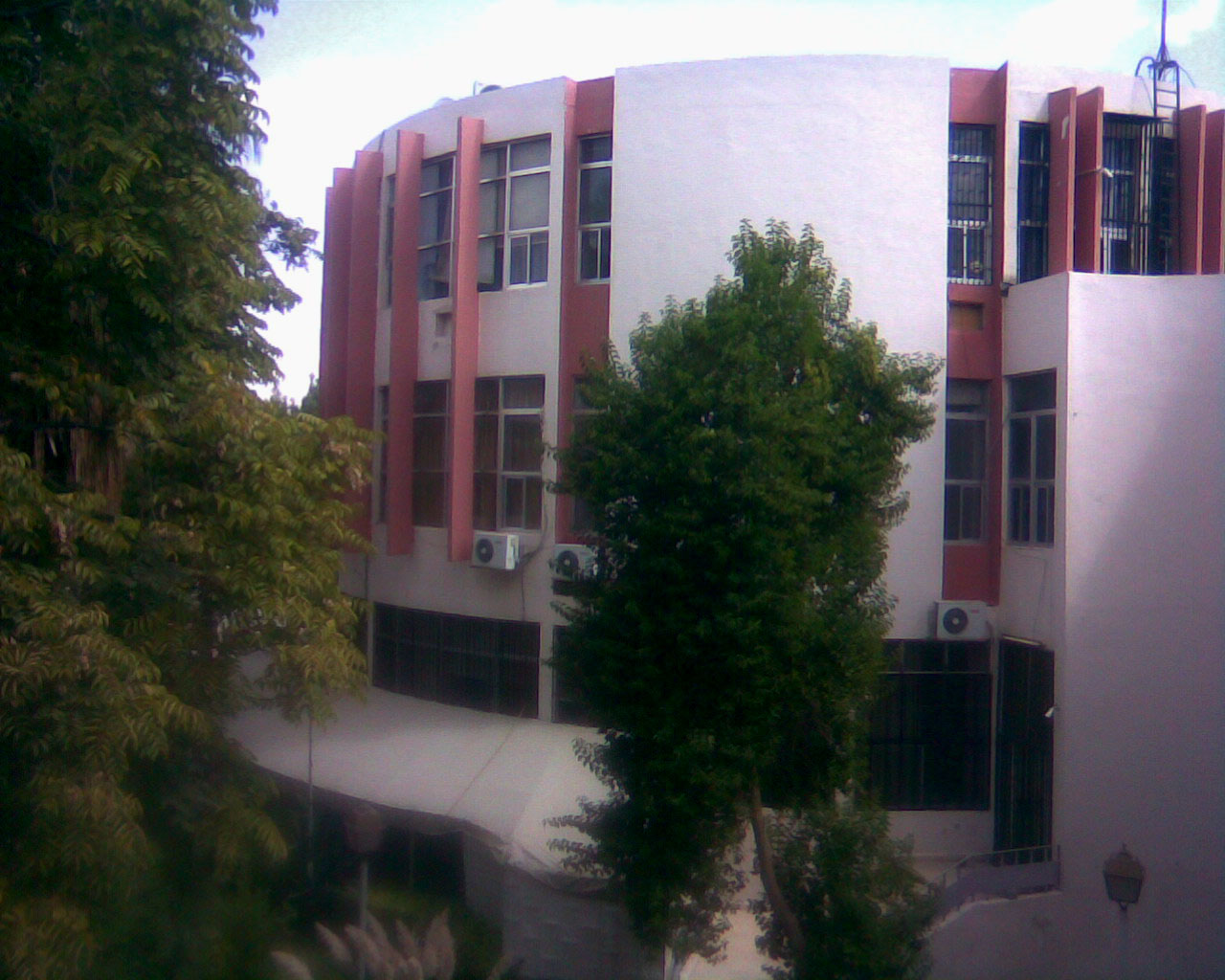